# Kompaktheitssatz (Logik)
Der Kompaktheitssatz, auch Endlichkeitssatz genannt, ist einer der wichtigsten Sätze der Aussagenlogik und der Prädikatenlogik erster Stufe. Er besagt: Eine (möglicherweise unendliche) Formelmenge {\displaystyle \Sigma } ist genau dann erfüllbar (d. h., hat ein Modell), wenn jede endliche Teilmenge von {\displaystyle \Sigma } erfüllbar ist. Für die Logik der 2. Stufe gilt dieser Satz nicht.
Eine wichtige Folgerung aus dem Kompaktheitssatz ist, dass jede (möglicherweise unendliche) Formelmenge {\displaystyle \Sigma }, die beliebig große endliche Modelle hat, auch ein unendliches Modell hat. Mit dieser Folgerung ist häufig die Axiomatisierbarkeit von Klassen endlicher Strukturen widerlegbar.

## Beweis
Für die Prädikatenlogik erster Stufe ergibt sich der Kompaktheitssatz als Korollar aus dem Gödelschen Vollständigkeitssatz. Dementsprechend kurz gestaltet sich auch der Beweis:
„{\displaystyle \Rightarrow }“:
Angenommen, {\displaystyle \Sigma } hat ein Modell. Dann ist dieses (trivialerweise) auch ein Modell einer jeden endlichen Teilmenge von {\displaystyle \Sigma }.
„{\displaystyle \Leftarrow }“:
Angenommen, jede endliche Menge {\displaystyle \Sigma _{\text{fin}}\subseteq \Sigma } besitzt ein Modell. Zur Erzeugung eines Widerspruchs wird angenommen, {\displaystyle \Sigma } habe kein Modell. Dann folgt aus {\displaystyle \Sigma } semantisch ein Widerspruch, z. B. {\displaystyle \exists x:x\neq x}. Formal:
{\displaystyle \Sigma \models \exists x:x\neq x}
(Jedes Modell, das {\displaystyle \Sigma } erfüllt, erfüllt auch den Widerspruch. Das gilt, weil es eben kein Modell für {\displaystyle \Sigma } gibt.)
Der Gödelsche Vollständigkeitssatz sagt nun, dass {\displaystyle \exists x:x\neq x} schon syntaktisch aus {\displaystyle \Sigma } folgt. Formal:
{\displaystyle \Sigma \vdash \exists x:x\neq x}
Es gibt also einen formalen Beweis, eine syntaktische Herleitung von {\displaystyle \exists x:x\neq x} aus {\displaystyle \Sigma }. Da eine Herleitung in einem formalen System (nach Definition) endlich ist, können in dieser Herleitung auch nur endlich viele Formeln aus {\displaystyle \Sigma } verwendet worden sein. Also ist aus einer endlichen Teilmenge von {\displaystyle \Sigma } ein Widerspruch herleitbar, und diese besitzt somit kein Modell (Korrektheitssatz). Widerspruch. Also besitzt {\displaystyle \Sigma } doch ein Modell.
Im Kern des Beweises steht das folgende Ergebnis, das direkt aus dem Gödelschen Vollständigkeitssatz folgt:
Folgt eine Formel {\displaystyle \varphi } aus einer Formelmenge {\displaystyle \Sigma }, so gibt es eine endliche Menge {\displaystyle \Sigma _{\text{fin}}\subseteq \Sigma }, sodass {\displaystyle \varphi } aus {\displaystyle \Sigma _{\text{fin}}} folgt. ({\displaystyle \Sigma \models \varphi \Rightarrow } es gibt endliches {\displaystyle \Sigma _{\text{fin}}\subseteq \Sigma } mit {\displaystyle \Sigma _{\text{fin}}\models \varphi }).
Ein gänzlich anderer Beweis, der auf den Begriff der syntaktischen Herleitbarkeit und auch auf den Vollständigkeitssatz verzichtet, ergibt sich in der Modelltheorie aus dem Satz von Łoś durch Ultraprodukte.

## Prädikatenlogik zweiter Stufe
Aus dem Kompaktheitssatz folgt, dass eine Formelmenge, die ein unendliches Modell hat, auch beliebig große Modelle hat. Denn hat {\displaystyle \Sigma } ein unendliches Modell, dann auch für eine beliebige (unendliche) Indexmenge {\displaystyle I} auch
{\displaystyle \Sigma \cup \{c_{i}\neq c_{j}|i,j\in I,i\neq j\}},
denn jede endliche Menge hat ein Modell. (Die {\displaystyle c_{i}} sind neue Konstantensymbole)
Insbesondere lassen sich mit der Prädikatenlogik erster Stufe nur die endlichen, nicht aber die unendlichen Modelle bis auf Isomorphie charakterisieren.
Die Peano-Axiome beschreiben in der Prädikatenlogik zweiter Stufe aber die natürlichen Zahlen bis auf Isomorphie. Ist {\displaystyle \Sigma } die Menge der Peano-Axiome, so hat {\displaystyle \Sigma \cup \{c>n|n\in \mathbb {N} \}}  kein Modell, obwohl jede endliche Teilmenge ein Modell hat.

## Namensherkunft
Betrachtet man den Raum {\displaystyle \mathrm {Th} ({\mathcal {L}})=\{\,T\subseteq \mathrm {Frm} ({\mathcal {L}})\;|\;T{\text{ hat ein Modell}}\,\}} aller Theorien einer bestimmten Sprache {\displaystyle {\mathcal {L}}}, die ein Modell besitzen, so kann man diesen Raum mit einer Topologie versehen: Die Basismengen sind die Mengen {\displaystyle T_{\phi }=\{\,T\in \mathrm {Th} ({\mathcal {L}})\;|\;T\ni \phi \,\}} von Theorien, die {\displaystyle \phi \in \mathrm {Frm} ({\mathcal {L}})} enthalten. Der Kompaktheitssatz besagt nun gerade, dass dieser Raum topologisch kompakt ist.

## Stellung in der Mengenlehre
Beim Beweis des Kompaktheitsatzes werden transfinite Methoden wie z. B. das Zornsche Lemma benutzt: Die entscheidende Stelle ist der Satz von Lindenbaum, der es erlaubt, von einer konsistenten Theorie zu einer maximal konsistenten Theorie überzugehen. Anders als z. B. der Satz, dass jeder Vektorraum eine Basis hat, ist der Kompaktheitssatz aber nicht äquivalent zum Zornschen Lemma bzw. dem Auswahlaxiom. Er ist jedoch äquivalent zu einer Reihe von anderen Sätzen wie dem booleschen Primidealsatz.